# عالية محمد باقر
عالية محمد باقر، (1952-2021)، أمينة المكتبة المركزية في البصرة.

## ولادتها ونشأتها
ولدت عالية في عام 1952، في مدينة المعقل في محافظة البصرة جنوب العراق، واستطاعت إنقاذ مجموعة من الكتب والمخطوطات النادرة من التلف والدمار التام خلال الحرب على العراق، حيث يقدر عدد الكتب الناجية حوالي 30,000 كتاب، بما في ذلك مخطوط كتاب سيرة النبي محمد الذي يعود تاريخه إلى حوالي 1300 سنة، وشكلت قصتها البطولية مصدر وحي وإلهام لتأليف كتابين يرويان حكايات البطولة في أوقات الشدّة.
ولدت عالية بنت محمد باقر بن كاظم الخفاجي في مدينة المعقل بالبصرة عام 1952، وأكملت دراستها الأولية في مدرسة الميناء الابتدائية المختلطة، ثم الدراسة المتوسطة والثانوية في متوسطة المعقل، وثانوية المعقل للبنات، وبعدها التحقت بالجامعة المستنصرية في بغداد، وحصلت على شهادة بكالوريوس في علوم المكتبات.
وكان والدها محمد باقر يعمل موظفا في دائرة الموانيء العراقية، وتسكن عائلتها في شارع الأثل بالمعقل، ويرجع نسبها إلى قبيلة خفاجة من المراونة (آل عصيدة)، ولقد عملت عالية بعد تخرجها في عام 1975 في مكتبة الموانيء العراقية، وظلت على ملاكها حتى عام 1983، ثم انتقلت إلى محافظة ذي قار للعمل فيها كأمينة لمكتبة مدينة الرفاعي، ثم عادت ثانية إلى البصرة عام 1989 لتعمل كأمينة لمكتبتها المركزية على ملاك وزارة الحكم المحلي، وظلت في منصبها هذا حتى عام 1994، ثم ارتقت السلم الإداري لتصبح المديرة العامة لمكتبات البصرة حتى وفاتها.
نجحت بجهودها الشخصية في تأسيس مكتبة الطفل، وقطعت شوطا كبيرا في حفظ المخطوطات، وخصصت جناحا منفردا للكتب والمؤلفات التي حملت لمسات أدباء البصرة وعلمائها، وفي نيتها تأسيس مكتبة شاملة لتراث البصرة وتأريخها السياسي والتجاري والملاحي والزراعي والفني والأدبي.

## بطولتها
كانت عالية تشغل منصب أمينة مكتبة البصرة، وقُبيل أجتياح القوات البريطانية المنطقة في عام 2003، كانت تخشى من تعرض محتويات المكتبة من كتب ومخطوطات لا تقدر بثمن للدمار والتخريب نتيجة للحرب وتبعاتها، فطلبت من محافظ البصرة وقتها بالسماح لها بنقل محتويات المكتبة إلى مكان أكثر أمانا، لكن قوبل طلبها بالرفض دون أي سبب، ولم تكترث عالية لرفض المحافظ، فبدأت بنقل الكتب ليلاً، وعند اجتياح القوات البريطانية للبصرة، هرب المسؤلون الحكوميون، وواصلت عالية جهودها في نقل الكتب وساعدها في ذلك مجموعة من أهل الحي، وقاموا بنقل المحتويات إلى مطعم مجاور اسمه مطعم حمدان.
نجحت عالية وبمساعدة أهل الحي بنقل 70% من محتويات المكتبة الثمينة، وبعد أسبوع من نجاحها تعرضت المكتبة لحريق غامض لم يعرف سببه أدى إلى تلف ودمار الآلاف من الكتب والمخطوطات المزخرفة، بعدها وقفت عالية تذرف الدموع على أطلال مكتبتها المهدمة، فسقطت مغشيا عليها من هول الصدمة وحملها الناس إلى ردهة العناية المركزة في مستشفى البصرة العام، وظهر بعد الفحص والتحليل إنها تعرضت لأزمة قلبية حادة كادت أن تودي بحياتها، لكنها تماثلت للشفاء، وعادت في شهر حزيران من العام نفسه لتنقل الكتب من مطعم حمدان إلى بيتها بشاحنات كبيرة استأجرتها لهذا الغرض، فخبأت الكتب في غرف النوم وصالات الاستقبال حتى شهر تشرين الأول من عام 2003، ثم أعادتها ثانية إلى مستقرها الأخير في مبنى المكتبة، التي اكتمل بناؤها وتعميرها من جديد بمساعدات مالية سخية قدمتها المنظمات الثقافية العالمية، بعد تأثرها وتعاطفها مع ما كتبته عنها المراسلة (شيلا) في الصحف العالمية، وكتب عنها الأديب رحيم بور مدير المكتبات في الأحواز بخط يدهِ في الشهادة التكريمية التي منحها إياها: (لأنك أنت النور في زمن الظلمات، والسفينة التي أنقذت العلم والمعرفة والتراث القيم من بحر الضياع، إن ما قمت به من عمل جبار، ومبادرة عظيمة تنبع من رسالتك الإنسانية النبيلة، التي يتشرف بها كل وطني غيور، إن الأمانة التي جعلتها نصب عينيك ذات شأن عظيم وأجر كريم، فأنتِ أهل للإجلال والتقدير، يدين لك الجميع بالشكر والامتنان والعرفان).

## صحيفة النيويورك تايمز
كتبت المراسلة شايلا ديوان في صحيفة نيويورك تايمز شايلا ديوان في شهر تموز من عام 2003 عن قصة عالية محمد، وصرحت بعدها في مقابلة إذاعية في شباط 2005 أن «القصة برزت لأنها كانت قصة بطولية من الواقع فعلا، فقد كانت تخشى من ان المكتبة التي تعتبر مقر عملها ستتعرض للقصف، ولذا كانت حريصة جدا على إنقاذ الكتب التي لا يعوض بعضها»، وصرح أحد مساعدي عالية خلال عملية النقل لمراسل جريدة نيويورك تايمز بأن «الأشخاص الذين نقلوا الكتب ليسوا كلهم متعلمين، فبعضهم لا يجيد القراءة أو الكتابة، لكنهم كانوا يدركون أن الكتب ثمينة»، وقالت عالية لمراسل التايمز: «إن أول ما أمر به الله محمدًا في القرآن هو أن 'اقرأ‘»، وقالت أيضًا: «كان احتراق الكتب كأنه معركة، وتصورت أن تلك الكتب، كتب التاريخ والثقافة والفلسفة تصرخ منادية، لماذا، لماذا، لماذا؟»، وكشفت المراسلة شايلا ديوان في مقابلتها الإذاعية في شهر شباط من عام 2005 عن أن قوات الائتلاف قد أعادت بناء المكتبة، وأرجعت عالية محمد باقر لتزاول مهام وظيفتها كأمينة للمكتبة.

## القصص
أثارت مقالة شايلا ديوان اهتمام بعض مؤلفي كتب الأطفال الذين لمسوا فيها قصة شجاعة وبطولة، فقد صرحت الكاتبة جانيت ونتر في مقابلة إذاعية "شعرت فورا بإحساس قوي من التفاؤل في القصة، وكان شعورا إيجابيا حقاً ومثالاً على تفاؤل الروح الإنسانية في ظروف غير إنسانية"، وصرح المؤلف مارك ألان في مقابلة إذاعية: "القصة مثيرة للمشاعر لكونها تروي حكاية شخص يتصدى للدفاع عن شيء يعز عليه وبه فائدة كبيرة للناس، وتصادف أن هذا الشيء هو الكتب التي هواها"، وبعد قراءتهما المقال بدأ كل من ستاماتي وونتر العمل على وضع كتب مزينة بالرسوم تروي حكاية عالية محمد باقر، فنشر كتاب ستاماتي بعنوان "مهمة عالية": إنقاذ كتب العراق" في كانون الأول 2004، ونشر كتاب جانيت ونتر في كانون الثاني 2005 بعنوان "أمينة مكتبة البصرة"، وقد اشترت دار نشر مصرية حقوق طبع ونشر كتاب "مهمة عالية" وتنوي إصداره باللغة العربية.

## وفاتها
توفيت عالية يوم الجمعة 13 آب/أغسطس 2021 متأثرة بمضاعفات كوفيد 19.